# Recurrència lineal amb coeficients constants
En matemàtiques (incloent la combinatòria, l'àlgebra lineal i els sistemes dinàmics), una recurrència lineal amb coeficients constants: cap. 17: cap. 10 (també conegut com a relació de recurrència lineal o equació de diferència lineal) estableix igual a 0 un polinomi que és lineal en les diferents iteracions d'una variable, és a dir, en els valors dels elements d'una seqüència. La linealitat del polinomi significa que cadascun dels seus termes té grau 0 o 1. Una recurrència lineal denota l'evolució d'alguna variable al llarg del temps, amb el període actual o moment discret en el temps indicat com t, un període anterior indicat com t − 1, un període posterior com t + 1, etc.
La solució d'aquesta equació és una funció de t, i no de cap valor iterat, donant el valor de la iteració en qualsevol moment. Per trobar la solució cal conèixer els valors específics (coneguts com a condicions inicials) de n dels iterats, i normalment aquests són els n iterats més antics. Es diu que l'equació o la seva variable és estable si a partir de qualsevol conjunt de condicions inicials existeix el límit de la variable a mesura que el temps passa a l'infinit; aquest límit s'anomena estat estacionari.
Les equacions de diferència s'utilitzen en diversos contextos, com ara en economia per modelar l'evolució en el temps de variables com el producte interior brut, la taxa d'inflació, el tipus de canvi, etc. S'utilitzen per modelar aquestes sèries de temps perquè els valors d'aquestes variables només es mesuren a intervals discrets. En aplicacions economètriques, les equacions de diferències lineals es modelen amb termes estocàstics en forma de models autoregressius (AR) i en models com ara l'autoregressió vectorial (VAR) i els models de mitjana mòbil autoregressiva (ARMA) que combinen AR amb altres característiques.

## Definicions
Una recurrència lineal amb coeficients constants és una equació de la forma següent, escrita en termes de paràmetres a1, ..., an i b :{\displaystyle y_{t}=a_{1}y_{t-1}+\cdots +a_{n}y_{t-n}+b,}o equivalentment com{\displaystyle y_{t+n}=a_{1}y_{t+n-1}+\cdots +a_{n}y_{t}+b.}L'enter positiu {\displaystyle n} s'anomena ordre de recurrència i indica el retard de temps més llarg entre iteracions. L'equació s'anomena homogènia si b = 0 i no homogènia si b ≠ 0.
Si l'equació és homogènia, els coeficients determinen el polinomi característic (també "polinomi auxiliar" o "polinomi acompanyant"){\displaystyle p(\lambda )=\lambda ^{n}-a_{1}\lambda ^{n-1}-a_{2}\lambda ^{n-2}-\cdots -a_{n}}les arrels de les quals tenen un paper crucial per trobar i comprendre les seqüències que satisfan la recurrència.